# Lijst van voetbalinterlands Oekraïne - Slowakije
Deze lijst van voetbalinterlands is een overzicht van alle officiële voetbalwedstrijden tussen de nationale teams van Oekraïne en Slowakije. De buurlanden speelden tot op heden negen keer tegen elkaar. De eerste ontmoeting, een vriendschappelijke wedstrijd, werd gespeeld in Bratislava op 20 november 2002. Het laatste duel, een groepswedstrijd tijdens het Europees kampioenschap voetbal 2024, vond plaats op 21 juni 2024 in Düsseldorf (Duitsland).

## Wedstrijden
| № | Plaats     | Datum            | Competitie                  | Wedstrijd            | Uitslag |
| - | ---------- | ---------------- | --------------------------- | -------------------- | ------- |
| 1 | Bratislava | 20 november 2002 | Vriendschappelijk           | Slowakije – Oekraïne | 1 – 1   |
| 2 | Kiev       | 28 april 2004    | Vriendschappelijk           | Oekraïne – Slowakije | 1 – 1   |
| 3 | Limasol    | 10 februari 2009 | Vriendschappelijk           | Slowakije – Oekraïne | 2 – 3   |
| 4 | Kiev       | 8 september 2014 | EK 2016 kwalificatie        | Oekraïne − Slowakije | 0 − 1   |
| 5 | Žilina     | 8 september 2015 | EK 2016 kwalificatie        | Slowakije − Oekraïne | 0 − 0   |
| 6 | Lviv       | 10 november 2017 | Vriendschappelijk           | Oekraïne – Slowakije | 2 − 1   |
| 7 | Lviv       | 9 september 2018 | UEFA Nations League 2018/19 | Oekraïne – Slowakije | 1 − 0   |
| 8 | Trnava     | 16 november 2018 | UEFA Nations League 2018/19 | Slowakije – Oekraïne | 4 − 1   |
| 9 | Düsseldorf | 21 juni 2024     | EK 2024                     | Slowakije – Oekraïne | 1 – 2   |

## Samenvatting
| Competitie          | Totaal gespeeld | Winst Oekraïne | Gelijk | Winst Slowakije | Doelsaldo Oekraïne – Slowakije |
| ------------------- | --------------- | -------------- | ------ | --------------- | ------------------------------ |
| EK-eindronde        | 1               | 1              | 0      | 0               | 2 − 1                          |
| EK-kwalificatie     | 2               | 0              | 1      | 1               | 0 − 1                          |
| UEFA Nations League | 2               | 1              | 0      | 1               | 2 − 4                          |
| Vriendschappelijk   | 4               | 2              | 2      | 0               | 7 − 5                          |
| Totaal              | 9               | 4              | 3      | 2               | 11 − 11                        |

## Details

### Eerste ontmoeting
| Vriendschappelijk (Bratislava, Slowakije, 20 november 2002):                                                        |       |                            |
| Slowakije | 1 – 1 | Oekraïne                   |
| Miroslav Karhan 64' (pen.)                                                                                          | goals | 84' Oleksandr Melashchenko |
| - Debuut van Ivan Hodúr (Slovan Bratislava) voor Slowakije. - Debuut van Evgeniy Levchenko (Vitesse) voor Oekraïne. |       |                            |

### Tweede ontmoeting
| Vriendschappelijk (Kiev, Oekraïne, 28 april 2004): |       |                     |
| Oekraïne                                           | 1 – 1 | Slowakije           |
| Oleh Venhlynskyi 13'                               | goals | 65' Stanislav Varga |
| - Debuut van Juraj Dovičovič voor Slowakije.       |       |                     |

### Derde ontmoeting
| Vriendschappelijk (Limassol, Cyprus, 10 februari 2009): |       |                                                                   |
| Slowakije | 2 – 3 | Oekraïne                                                          |
| Róbert Vittek 42' Marek Hamšík 69' | goals | 9' Serhiy Valyayev 48' Jevhen Seleznjov 83' (pen.) Artem Milevsky |
| - Debuut van Peter Štyvar (Bristol City), Mário Pečalka (MŠK Žilina) en Miroslav Stoch (Chelsea) voor Slowakije. - Debuut van Pavlo Pashayev (Dnipro Dnipropetrovsk) voor Oekraïne. |       |                                                                   |

### Vierde ontmoeting
| EK 2016 kwalificatie (scheidsrechter Craig Thomson, Kiev, Oekraïne, 8 september 2014): |              | |
| Oekraïne | 0 – 1        | Slowakije |
| | goals        | 17' Róbert Mak |
| Michajlo Fomenko | bondscoach   | Ján Kozák |
| Andrij Pjatov Oleksandr Koetsjer Vjatsjeslav Sjevtsjoek Artem Fedetskyi Jaroslav Rakitskiy Oleg Goesjev 81' Edmar Taras Stepanenko Kyrylo Kovaltsjoek 66' Andrij Jarmolenko Roman Zozoelja | opstellingen | Matúš Kozáčik Tomáš Hubočan Peter Pekarík Ján Ďurica Norbert Gyömbér Marek Hamšík Juraj Kucka Viktor Pečovský 67' Vladimír Weiss 63' Adam Nemec 90+2' Róbert Mak |
| Roman Bezoes 66' Artem Hromov 81' | wissels      | 63' Filip Kiss 67' Miroslav Stoch 90+2' Michal Ďuriš |
| Taras Stepanenko 27' Jaroslav Rakitskiy 37' Roman Bezoes 72' Artem Fedetskyi 77' Edmar 82'                                                                                                 | gele kaarten | 35' Juraj Kucka 37' Ján Ďurica 63' Adam Nemec 86' Filip Kiss |

### Vijfde ontmoeting
| EK 2016 kwalificatie (scheidsrechter Martin Atkinson, Žilina, Slowakije, 8 september 2015):                                                                        |              | |
| Slowakije | 0 – 0        | Oekraïne |
| | goals        | |
| Ján Kozák | bondscoach   | Michajlo Fomenko |
| Matúš Kozáčik Martin Škrtel Tomáš Hubočan Peter Pekarík 51' Norbert Gyömbér Marek Hamšík Juraj Kucka Viktor Pečovský Róbert Vittek 66' Michal Ďuriš Róbert Mak 84' | opstellingen | Andrij Pjatov Vjatsjeslav Sjevtsjoek Artem Fedetskyi Jaroslav Rakitskiy Jevhen Chatsjeridi Roeslan Rotan Taras Stepanenko Jevhen Konopljanka Serhiy Rybalka 90+1' Artem Kravets Andrij Jarmolenko |
| Kornel Saláta 51' Martin Jakubko 66' Miroslav Stoch 84' | wissels      | 90+1' Oleksandr Hladkyy |
| Marek Hamšík 11' Norbert Gyömbér 47' | gele kaarten | 21' Serhiy Rybalka 79' Jevhen Konopljanka 90+2' Taras Stepanenko |

### Zesde ontmoeting
| Vriendschappelijk (Lviv, Oekraïne, 10 november 2017): |       |                   |
| Oekraïne                                              | 2 – 1 | Slowakije         |
| Andrij Jarmolenko 39' Jevhen Konopljanka 54'          | goals | 10' Lukáš Štetina |

FFOe · A-internationals · Bondscoaches · Statistieken · Oekraïens vrouwenelftal · Olympisch elftal · Oekraïne U21 · Oekraïne U20 · Oekraïne U19 · Oekraïne U18 · Oekraïne U17 · Oekraïne U16
1992 – 1999 · 
2000 – 2009 · 
2010 – 2019 · 
2020 – 2029
EK's: 1992** · 
1996 · 
2000 · 
2004 · 
2008 · 
2012 · 
2016 · 
2020 · 
2024
WK's: 1994 · 
1998 · 
2002 · 
2006 · 
2010 · 
2014 · 
2018 ·
2022
1992 · 
1993 · 
1994 · 
1995 · 
1996 · 
1997 · 
1998 · 
1999 · 
2000 · 
2001 · 
2002 · 
2003 · 
2004 · 
2005 · 
2006 · 
2007 · 
2008 · 
2009 · 
2010 · 
2011 · 
2012 · 
2013 · 
2014 · 
2015 ·
2016 ·
2017 ·
2018 ·
2019 ·
2020 ·
2021
Albanië ·
Andorra ·
Armenië ·
Azerbeidzjan ·
Bahrein ·
België ·
Bosnië en Herzegovina ·
Brazilië ·
Bulgarije ·
Canada ·
Chili ·
Costa Rica ·
Cyprus ·
Denemarken ·
Duitsland ·
Engeland ·
Estland ·
Faeröer ·
Finland · 
Frankrijk ·
Georgië ·
Griekenland ·
Hongarije ·
Ierland ·
IJsland ·
Iran ·
Israël ·
Italië ·
Japan ·
Joegoslavië ·
Kameroen · 
Kazachstan ·
Kosovo ·
Kroatië ·
Letland ·
Libië ·
Litouwen ·
Luxemburg ·
Malta ·
Marokko ·
Mexico ·
Moldavië ·
Montenegro ·
Nederland ·
Niger ·
Nigeria ·
Noord-Ierland ·
Noord-Macedonië ·
Noorwegen ·
Oezbekistan ·
Oostenrijk ·
Polen ·
Portugal ·
Roemenië ·
Rusland ·
San Marino ·
Saoedi-Arabië ·
Schotland ·
Servië ·
Servië en Montenegro ·
Slovenië ·
Slowakije ·
Spanje ·
Tsjechië ·
Tunesië ·
Turkije ·
Uruguay ·
Verenigde Arabische Emiraten ·
Verenigde Staten ·
Wales ·
Wit-Rusland ·
Zuid-Korea ·
Zweden ·
Zwitserland
Duitsland (2016) ·
Engeland (2012) · 
Engeland (2021) ·
Frankrijk (2012) · 
Italië (2006) · 
Nederland (2021) · 
Noord-Ierland (2016) · 
Noord-Macedonië (2021) · 
Oostenrijk (2021) · 
Saoedi-Arabië (2006) ·
Spanje (2006) ·
Tunesië (2006) ·
Zweden (2012) · 
Zweden (2021) · 
Zwitserland (2006)
** = Onder de naam Gemenebest van Onafhankelijke Staten
SFZ · A-internationals · Bondscoaches · Statistieken · Slowaaks vrouwenelftal · Olympisch elftal · Slowakije U21 · Slowakije U20 · Slowakije U19 · Slowakije U18 · Slowakije U17 · Slowakije U16
1939 – 1944 · 1992 – 1999 · 2000 – 2009 · 2010 – 2019 · 2020 − 2029
EK's: 2016 · 2020 · 2024
WK's: 2010
OS: 2000
1939 · 1940 · 1941 · 1942 · 1943 · 1944 · 1945–1991 · 1992 · 1993 · 1994 · 1995 · 1996 · 1997 · 1998 · 1999 · 2000 · 2001 · 2002 · 2003 · 2004 · 2005 · 2006 · 2007 · 2008 · 2009 · 2010 · 2011 · 2012 · 2013 · 2014 · 2015 · 2016 · 2017 · 2018 · 2019 · 2020 · 2021
Algerije · 
Andorra · 
Argentinië ·
Armenië · 
Australië · 
Azerbeidzjan · 
België · 
Bolivia · 
Bosnië en Herzegovina · 
Brazilië · 
Bulgarije · 
Chili · 
Colombia · 
Costa Rica · 
Cyprus · 
Denemarken · 
Duitsland · 
Egypte · 
Engeland · 
Estland · 
Faeröer · 
 Finland · 
Frankrijk · 
Georgië · 
Gibraltar · 
Griekenland · 
Guatemala · 
Hongarije · 
Ierland · 
IJsland · 
Iran · 
Israël · 
Italië · 
Japan · 
Joegoslavië · 
Jordanië · 
Kameroen · 
Kazachstan ·
Koeweit ·
Kroatië · 
Letland · 
Libanon ·
Liechtenstein · 
Litouwen ·
Luxemburg · 
Malta · 
Marokko · 
Mexico ·
Moldavië · 
Montenegro ·
Nederland · 
Nieuw-Zeeland · 
Noord-Ierland ·
Noord-Macedonië ·
Noorwegen ·
Oeganda · 
Oekraïne · 
Oezbekistan · 
Oostenrijk · 
Paraguay · 
Peru · 
Polen · 
Portugal · 
Roemenië · 
Rusland · 
San Marino · 
Saoedi-Arabië · 
Schotland · 
Servië en Montenegro ·
Slovenië · 
Spanje · 
Thailand · 
Tsjechië · 
Turkije · 
Verenigde Arabische Emiraten · 
Verenigde Staten · 
Wales · 
Wit-Rusland · 
Zuid-Korea · 
Zweden · 
Zwitserland
Engeland (2016) ·
Nieuw-Zeeland (2010) · 
Polen (2021) · 
Rusland (2016) · 
Spanje (2021) · 
Wales (2016) · 
Zweden (2021)